# Le Mont-Saint-Adrien
Pour les articles homonymes, voir Saint-Adrien.
Le Mont-Saint-Adrien est une commune française située dans le département de l'Oise, en région Hauts-de-France.

## Géographie

### Localisation
Le Mont-Saint-Adrien est un village picard du Beauvaisis jouxtant par l'ouest Beauvais. Les deux agglomérations sont séparées par la forêt du Parc de Saint-Quentin.
Située sur les hauteurs de Beauvais, elle se trouve au nord de Saint-Paul sur le bord d'un plateau crayeux.

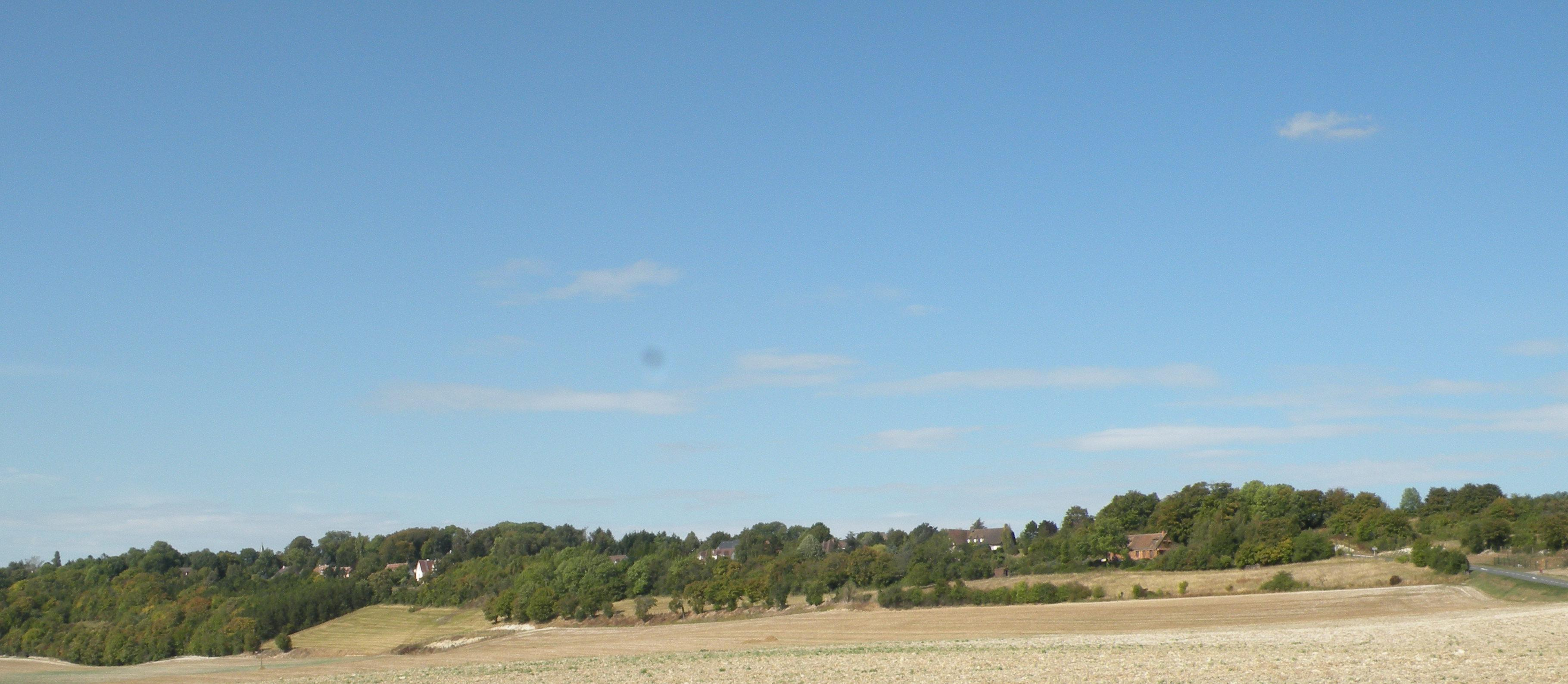
Vue du village depuis Saint-Paul.

### Communes limitrophes
Les communes limitrophes sont  Beauvais, Fouquenies, Goincourt, Pierrefitte-en-Beauvaisis, Saint-Germain-la-Poterie, Saint-Paul et Savignies.
| Savignies                | Pierrefitte-en-Beauvaisis | Fouquenies |
| Saint-Germain-la-Poterie | Mont-Saint-Adrien         | Beauvais   |
|                          | Saint-Paul                | Goincourt  |

### Géologie et relief
La superficie de la commune est de 7,74 km2 ; son altitude varie de 89  à   173 mètres.
Elle est édifiée sur un plateau crayeux qui surplombe Beauvais.

### Hydrographie

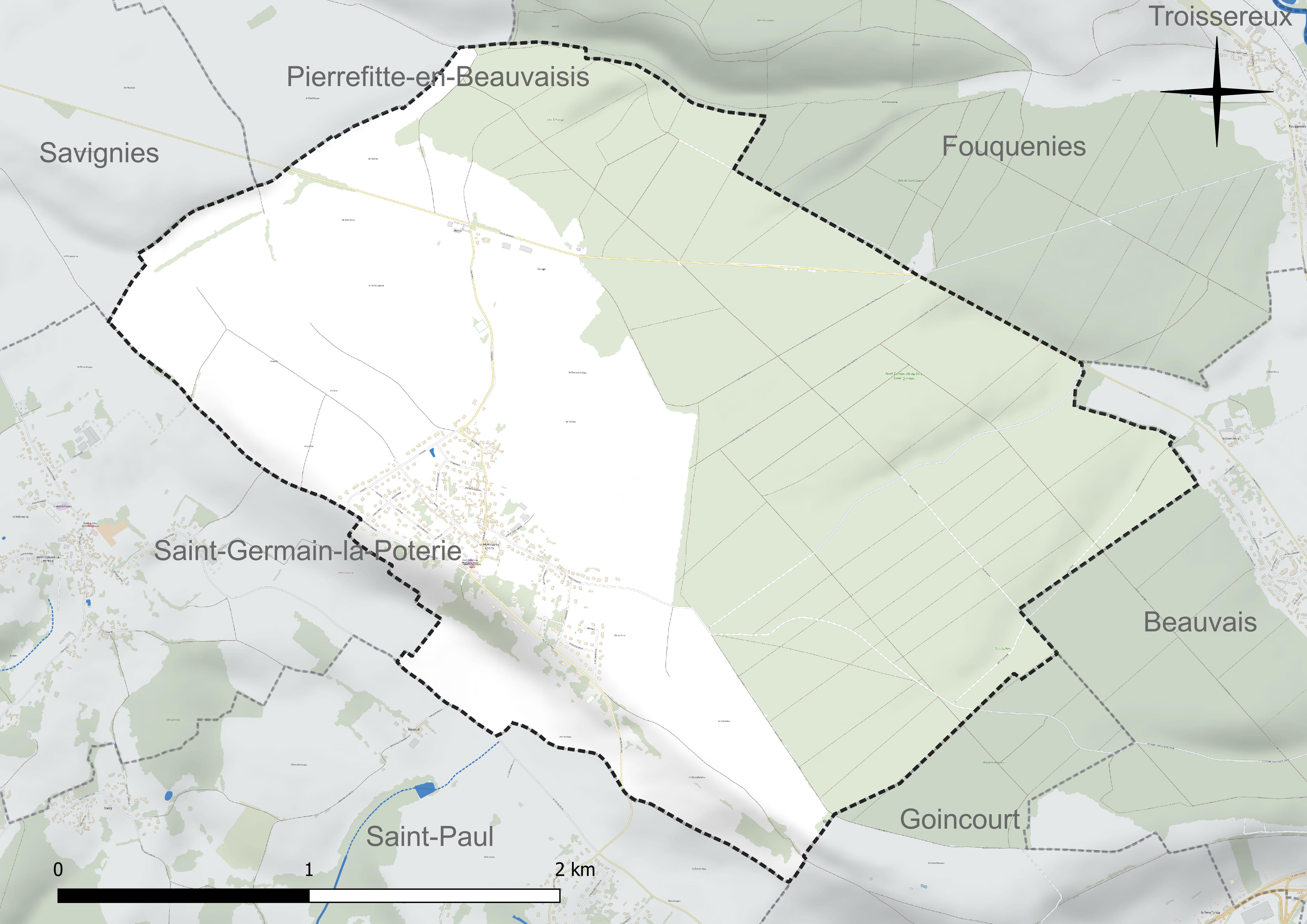
Réseau hydrographique du Mont-Saint-Adrien.

La commune est située dans le bassin Seine-Normandie.
Elle n'est drainée par aucun cours d'eau,.

### Climat
Pour des articles plus généraux, voir Climat des Hauts-de-France et Climat de l'Oise.
En 2010, le climat de la commune est de type climat océanique dégradé des plaines du Centre et du Nord, selon une étude du CNRS s'appuyant sur une série de données couvrant la période 1971-2000. En 2020, Météo-France publie une typologie des climats de la France métropolitaine dans laquelle la commune est exposée à un climat océanique et est dans une zone de transition entre les régions climatiques « Sud-ouest du bassin Parisien » et « Nord-est du bassin Parisien ».
Pour la période 1971-2000, la température annuelle moyenne est de 10,1 °C, avec une amplitude thermique annuelle de 14,2 °C. Le cumul annuel moyen de précipitations est de 775 mm, avec 11,7 jours de précipitations en janvier et 8,3 jours en juillet. Pour la période 1991-2020, la température moyenne annuelle observée sur la station météorologique la plus proche, située sur la commune de Tillé à 8 km à vol d'oiseau, est de 11,0 °C et le cumul annuel moyen de précipitations est de 655,5 mm,. Pour l'avenir, les paramètres climatiques de la commune estimés pour 2050 selon différents scénarios d'émission de gaz à effet de serre sont consultables sur un site dédié publié par Météo-France en novembre 2022.

### Milieux naturels et biodiversité
Une part importante de la forêt du Parc de Saint-Quentin se trouve dans le territoire communal.

## Urbanisme

### Typologie
Au 1er janvier 2024, Le Mont-Saint-Adrien est catégorisée bourg rural, selon la nouvelle grille communale de densité à sept niveaux définie par l'Insee en 2022.
Elle est située hors unité urbaine. Par ailleurs la commune fait partie de l'aire d'attraction de Beauvais, dont elle est une commune de la couronne,. Cette aire, qui regroupe 162 communes, est catégorisée dans les aires de 50 000 à moins de 200 000 habitants,.

### Occupation des sols

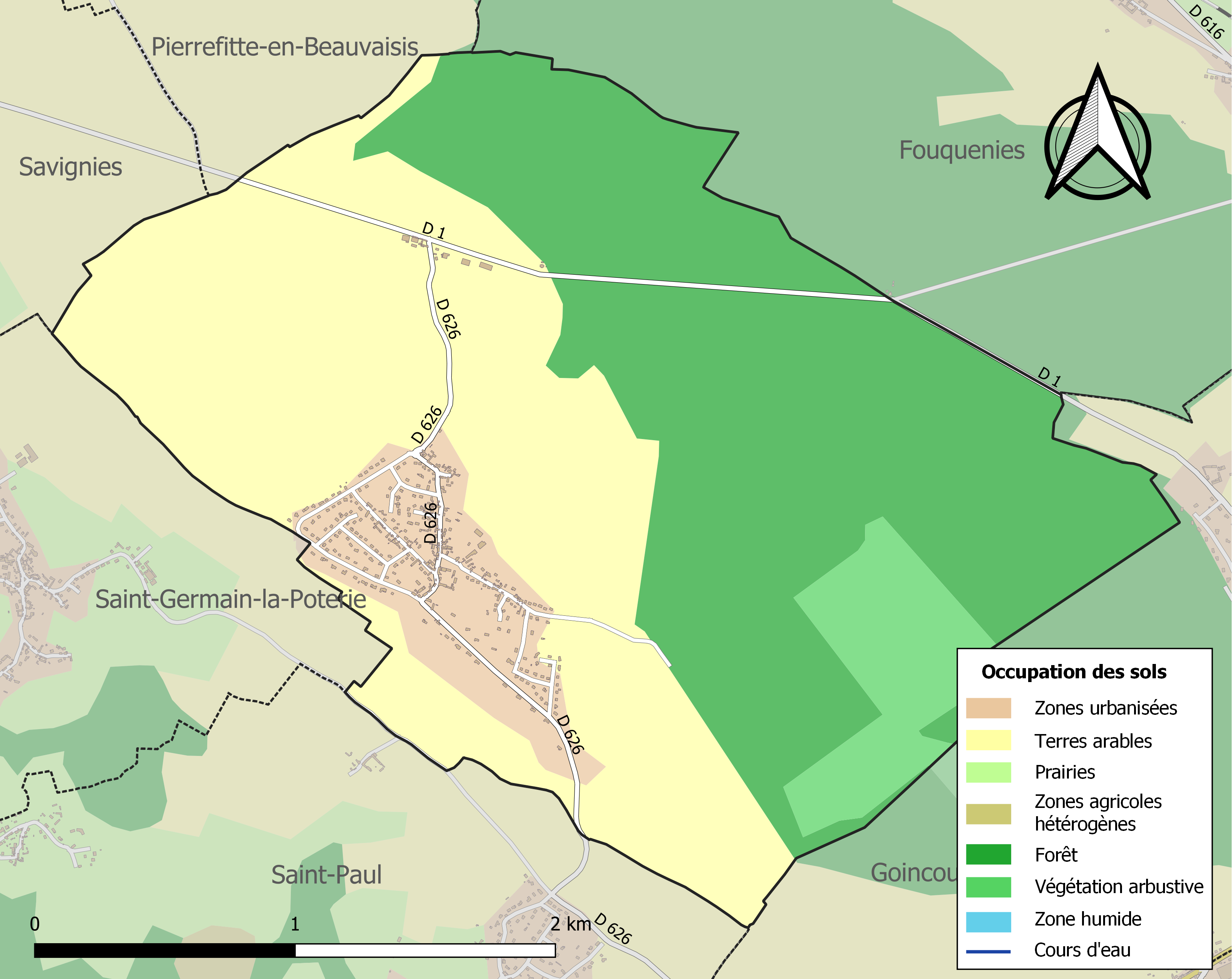
Carte des infrastructures et de l'occupation des sols de la commune en 2018 (CLC).

L'occupation des sols de la commune, telle qu'elle ressort de la base de données européenne d'occupation biophysique des sols Corine Land Cover (CLC), est marquée par l'importance des forêts et milieux semi-naturels (51 % en 2018), une proportion identique à celle de 1990 (51 %).
La répartition détaillée en 2018 est la suivante : forêts (44,7 %), terres arables (41 %), zones urbanisées (8 %), milieux à végétation arbustive et/ou herbacée (6,3 %).
L'évolution de l'occupation des sols de la commune et de ses infrastructures peut être observée sur les différentes représentations cartographiques du territoire : la carte de Cassini (XVIIIe siècle), la carte d'état-major (1820-1866) et les cartes ou photos aériennes de l'IGN pour la période actuelle (1950 à aujourd'hui).

### Lieux-dits, hameaux et écarts
La commune du Mont-Saint-Adrien comprend le hameau de Rome au bord de la RD1, à 6 kilomètres à l'ouest de Beauvais

### Habitat et logement
En 2021, le nombre total de logements dans la commune était de 292, alors qu'il était de 273 en 2016 et de 248 en 2011.
Parmi ces logements, 94,7 % étaient des résidences principales, 0,7 % des résidences secondaires et 4,6 % des logements vacants. Ces logements étaient pour 97,1 % d'entre eux des maisons individuelles et pour 2,9 % des appartements.
Le tableau ci-dessous présente la typologie des logements au Le Mont-Saint-Adrien en 2021 en comparaison avec celle de l'Oise et de la France entière. Une caractéristique marquante du parc de logements est ainsi la faible proportion des résidences secondaires et logements occasionnels (0,7 %) par rapport au département (2,4 %) et à la France entière (9,7 %).
| Typologie                                               | Le Mont-Saint-Adrien | Oise | France entière |
| ------------------------------------------------------- | -------------------- | ---- | -------------- |
| Résidences principales (en %)                           | 94,7                 | 90,5 | 82,2           |
| Résidences secondaires et logements occasionnels (en %) | 0,7                  | 2,4  | 9,7            |
| Logements vacants (en %)                                | 4,6                  | 7    | 8,1            |

### Voies de communication et transports
Le Mont-Saint-Adrien, desservi par des voiries locales, est aisément accessible depuis la route nationale 31.
La commune est desservie, en 2023, par une ligne scolaire et le service de transport à la demande Corolis à la demande - Zone Centre du réseau Corolis ainsi que par la ligne 6148 du réseau interurbain de l'Oise.

## Toponymie
Le nom de la localité est attesté sous les formes boscus de Monte (1147) ; Mons (1147) ; le hamel du mont (1454) ; Lemont (1454) ; Mont (1465) ; le Mont (1493) ; terroir du Mont pres Beauvais (1557) ; Mont sur Saint Paul (XVIe) ; Mont Saint Paul (XVIIIe) ; le Mont (1794) ; le Mont-Saint-Adrien (1840).

De l'oïl mont d'abord seul, puis avec un nom de saint ; Du nom de la chapelle Saint Adrien fondée en 1492.

## Histoire

### Moyen Âge
Au Moyen Âge, le Mont-Saint-Adrien s'étendait jusqu'au hameau de Rome dont il ne reste plus grand chose aujourd'hui. Initialement, Le Mont-Saint-Adrien était une abbaye rattachée au village de Saint-Paul. Ce n'est qu'à la fin du Moyen Âge que ce lieu devint un village autonome[réf. nécessaire].

### Époque contemporaine
En 1831, Louis Graves indiquait que Le Mont-Saint-Adrien était un « village considérable où l'on voit encore une chapelle qui fut bâtie en 1493 par le seigneur de Saint-Léger qui possédait alors la terre du Mont. 
Plus au Nord, est Rome simple écart aujourd'hui, mais qui avait de l'étendue dans le moyen âge ». Une école y était implantée.
Le hameau du Mont appartenaient autrefois à la paroisse de Saint Paul. À la Révolution, Saint Paul devint commune et le Mont-Saint-Adrien continue d'y être rattaché. En novembre 1833, ses habitants envoyèrent une pétition signée à la Préfecture de Beauvais, pour solliciter l'érection de leur hameau et des terres en dépendant, en commune autonome, ce qui est obtenu le 26 avril 1835.

## Politique et administration

### Rattachements administratifs et électoraux

#### Rattachements administratifs
La commune se trouve, depuis sa création en 1835, dans l'arrondissement de Beauvais du département de l'Oise.
Elle faisait partie depuis lors du canton d'Auneuil. Dans le cadre du redécoupage cantonal de 2014 en France, cette circonscription administrative territoriale a disparu, et le canton n'est plus qu'une circonscription électorale.

#### Rattachements électoraux
Pour les élections départementales, la commune fait partie depuis 2014 du canton de Beauvais-1.
Pour l'élection des députés, elle fait partie de la deuxième circonscription de l'Oise.

### Intercommunalité
Le Mont-Saint-Adrien est membre de la communauté d'agglomération du Beauvaisis, un établissement public de coopération intercommunale (EPCI) à fiscalité propre créé en 2004 et auquel la commune avait transféré un certain nombre de ses compétences, dans les conditions déterminées par le code général des collectivités territoriales.

### Liste des maires
| Période                                  | Période                       | Identité            | Étiquette | Qualité             |
| ---------------------------------------- | ----------------------------- | ------------------- | --------- | ------------------- |
| Les données manquantes sont à compléter. |                               |                     |           |                     |
|                                          |                               |                     |           |                     |
| avant 1865                               |                               | M. Hérault-Fosse    |           |                     |
|                                          |                               |                     |           |                     |
| mars 1977                                | juin 1995                     | Maurice Sibleyras   |           | Professeur          |
| juin 1995                                | mai 2020                      | Jean-Luc Bracquart  |           | Ingénieur retraité  |
| mai 2020                                 | En cours (au 21 janvier 2025) | Jean-Philippe Amans |           | Profession libérale |

## Population et société

### Démographie

#### Évolution démographique
L'évolution du nombre d'habitants est connue à travers les recensements de la population effectués dans la commune depuis 1836. Pour les communes de moins de 10 000 habitants, une enquête de recensement portant sur toute la population est réalisée tous les cinq ans, les populations de référence des années intermédiaires étant quant à elles estimées par interpolation ou extrapolation. Pour la commune, le premier recensement exhaustif entrant dans le cadre du nouveau dispositif a été réalisé en 2004.

En 2022, la commune comptait 648 habitants, en évolution de −0,15 % par rapport à 2016 (Oise : +0,87 %, France hors Mayotte : +2,11 %).
| 1836 | 1841 | 1846 | 1851 | 1856 | 1861 | 1866 | 1872 | 1876 |
| ---- | ---- | ---- | ---- | ---- | ---- | ---- | ---- | ---- |
| 439  | 384  | 356  | 370  | 629  | 610  | 285  | 254  | 228  |

| 1881 | 1886 | 1891 | 1896 | 1901 | 1906 | 1911 | 1921 | 1926 |
| ---- | ---- | ---- | ---- | ---- | ---- | ---- | ---- | ---- |
| 230  | 206  | 177  | 192  | 175  | 186  | 199  | 178  | 172  |

| 1931 | 1936 | 1946 | 1954 | 1962 | 1968 | 1975 | 1982 | 1990 |
| ---- | ---- | ---- | ---- | ---- | ---- | ---- | ---- | ---- |
| 173  | 160  | 186  | 156  | 211  | 257  | 321  | 440  | 472  |

| 1999 | 2004 | 2006 | 2009 | 2014 | 2019 | 2022 | - | - |
| ---- | ---- | ---- | ---- | ---- | ---- | ---- | - | - |
| 626  | 598  | 587  | 570  | 632  | 643  | 648  | - | - |

#### Pyramide des âges
La population de la commune est relativement âgée.
En 2018, le taux de personnes d'un âge inférieur à 30 ans s'élève à 27,2 %, soit en dessous de la moyenne départementale (37,3 %). À l'inverse, le taux de personnes d'âge supérieur à 60 ans est de 32,7 % la même année, alors qu'il est de 22,8 % au niveau départemental.
En 2018, la commune comptait 326 hommes pour 319 femmes, soit un taux de 50,54 % d'hommes, légèrement supérieur au taux départemental (48,89 %).
Les pyramides des âges de la commune et du département s'établissent comme suit.
| Hommes | Classe d’âge | Femmes |
| ------ | ------------ | ------ |
| 0,3    | 90 ou +      | 0,9    |
| 7,4    | 75-89 ans    | 7,5    |
| 24,3   | 60-74 ans    | 24,8   |
| 23,7   | 45-59 ans    | 24,5   |
| 14,5   | 30-44 ans    | 17,6   |
| 10,5   | 15-29 ans    | 8,2    |
| 19,4   | 0-14 ans     | 16,4   |

| Hommes | Classe d’âge | Femmes |
| ------ | ------------ | ------ |
| 0,5    | 90 ou +      | 1,4    |
| 5,5    | 75-89 ans    | 7,6    |
| 15,6   | 60-74 ans    | 16,3   |
| 20,8   | 45-59 ans    | 20     |
| 19,4   | 30-44 ans    | 19,4   |
| 17,6   | 15-29 ans    | 16,2   |
| 20,6   | 0-14 ans     | 19,1   |

## Culture locale et patrimoine

### Lieux et monuments
Dans ce modeste village se trouve une église, une petite école, une mairie, un cimetière et une ferme.
On peut signaler : 
- L'ancienne ferme seigneuriale  Inscrite MH (2015, partiellement)[28],[29], datant du  Moyen Âge et du XVIIe siècle.

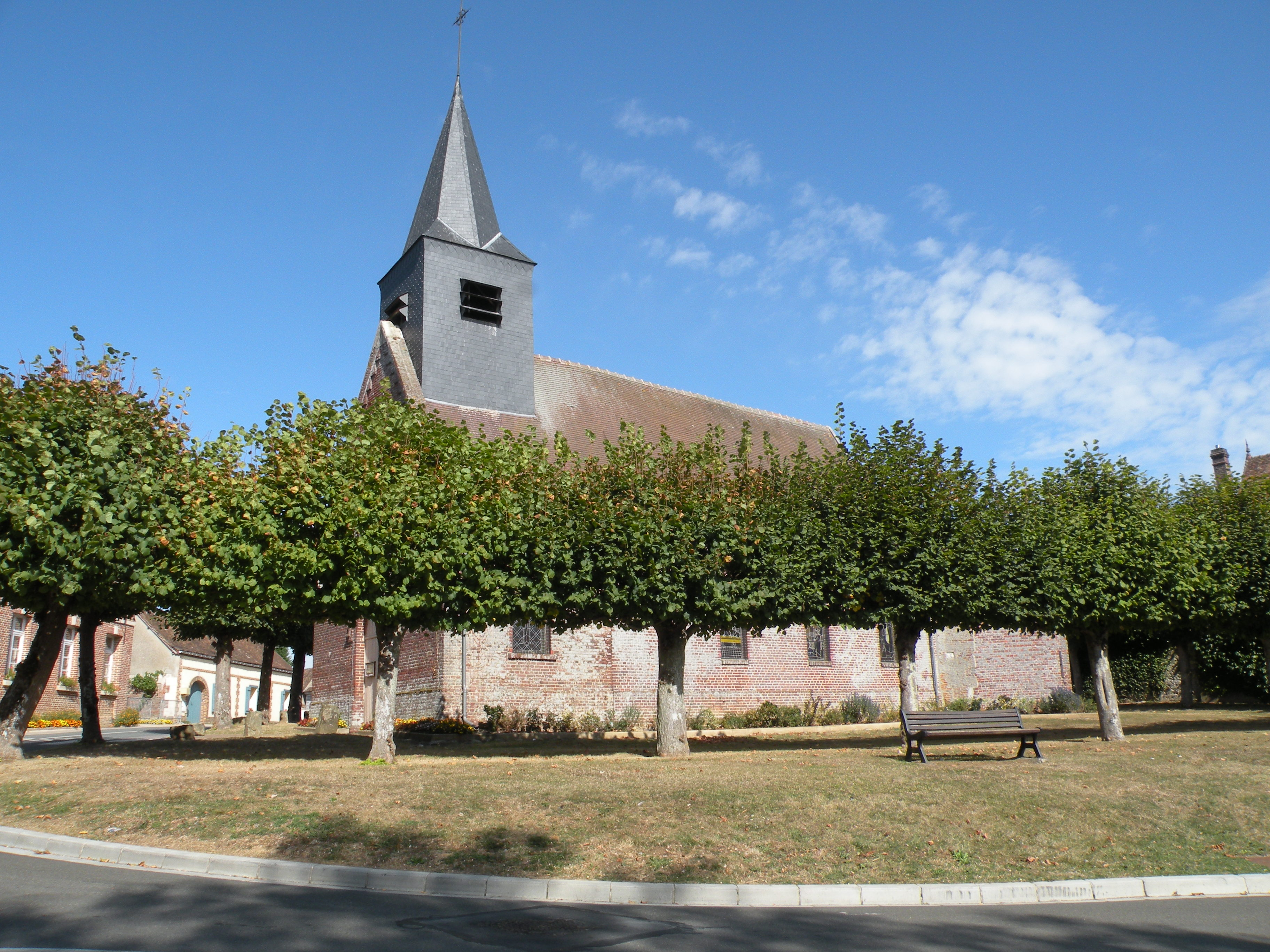
L'église.
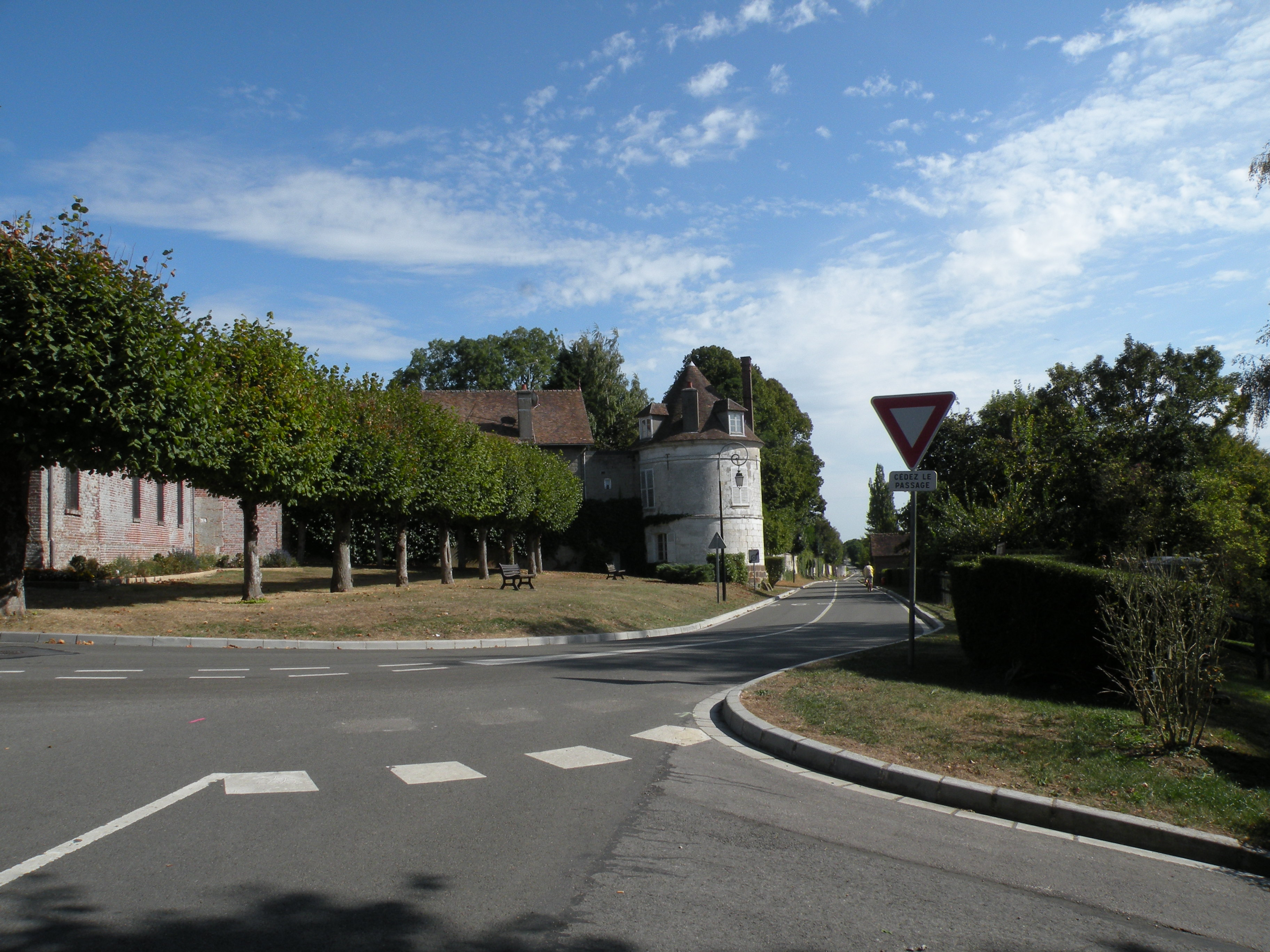
La grange dîmière.
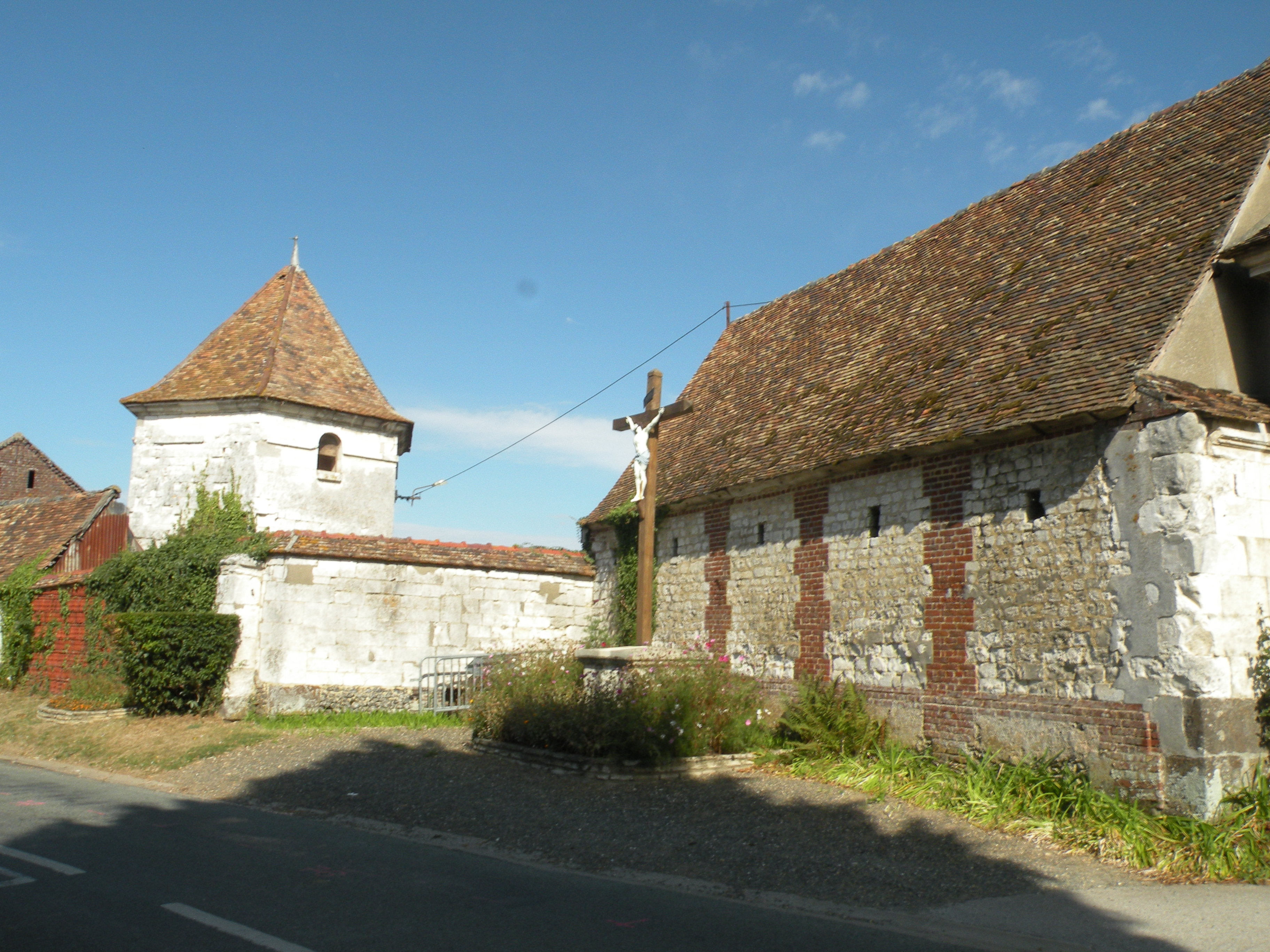
Croix du Mont-Saint-Adrien.
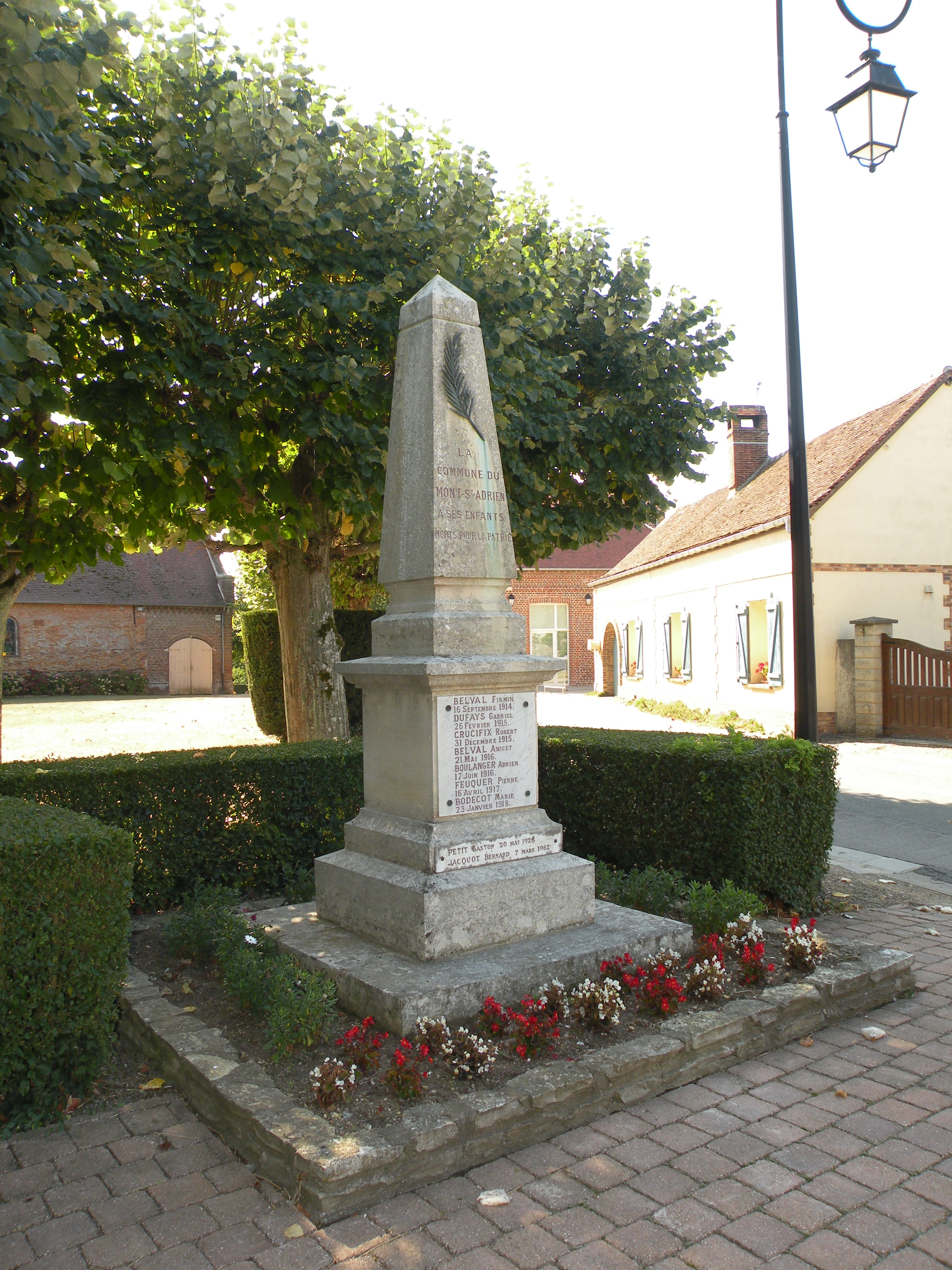
Le monument aux morts.

## Pour approfondir